# Sinornitosaure
El sinornitosaure (Sinornithosaurus, "Au-rèptil xinès") és un gènere de dinosaures teròpodes dromeosàurids, que visqueren a principis del període Cretaci, fa aproximadament 130 milions d'anys, en el Barremià, en el que és avui Àsia. Oposat en la Formació Yixian de la Xina. Va causar gran sensació perquè era el cinquè dinosaure no aviari amb plomes descobert fins a 1999. Va ser recollit del lloc de Sihetun en Liaoning occidental. Estava en la capa 6, (Chaomidianzi) en la porció inferior de Yixian, en el Grup Jehol.
Com tots els dromeosàurids, estava molt estretament emparentat amb les aus, encara que era incapaç de volar. Mesurava uns 130 centímetres de longitud. Els seus braços i mans eren proporcionalment molt llargs. La capa de protoplomes que cobria la seva pell constava de dos tipus d'estructures, fibres simples organitzades en feixos i plomes amb un eix central i barbes, però sense les bàrbules de les plomes més evolucionades. Sinornithosaurus suggereix que altres dromeosàurids corredors, com el gènere Velociraptor, també van poder haver posseït plomes.

## Plomes

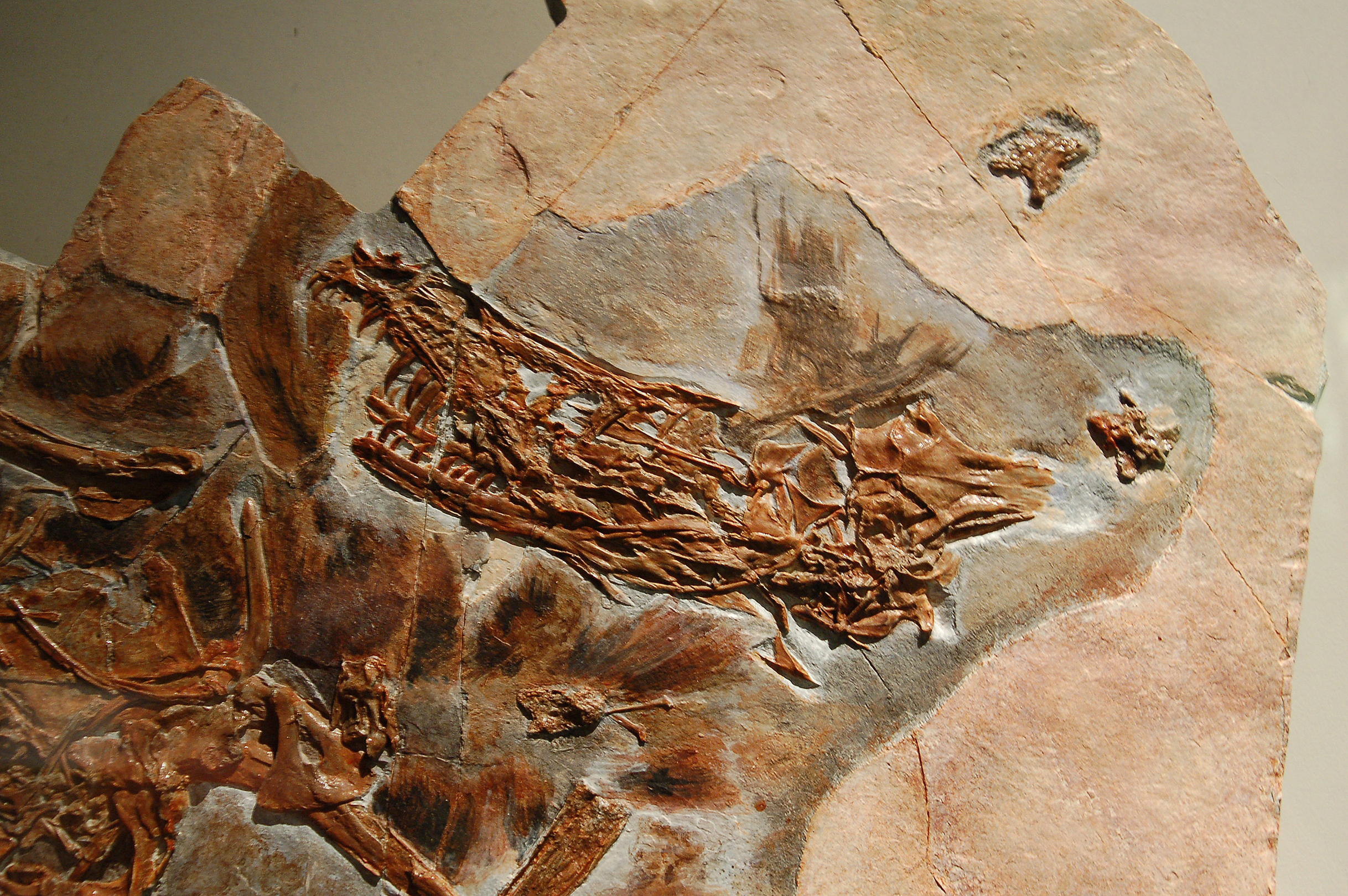
Motlle de l'holotip fòssil de Sinornithosaurus millenii.

Totes dues especies de Sinornithosaurus posseeixen impressions de plomes. Estaven compostes de filaments, i van mostrar dues característiques que indiquen que són plomes primerenques. Primer, diversos filaments foren ensamblats junts en " plomalls". En segon lloc, una fila dels filaments (barbes) foren ensamblats al costat d'un eix (raquis), fent-los similars en estructura habitual de la ploma dels ocells. No obstant això, no tenen la ramificació secundària i els petits ganxos minúsculs (barbulas) que les plomes modernes tenen, la qual cosa permet que les plomes de les aus modernes formin una paleta continua. En NGMC - 91 les plomes van cobrir el cos sencer, incloent el cap per davant dels ulls, el coll, braços, plomes llargues en les cuixes, i una la cua com la d'arqueòpterix.